# Еней (хокейний клуб, Дрогобич)
ХК «Еней» – це український хокейний клуб із міста Дрогобича, що донедавна виступав у Відкритому чемпіонаті Львівщини з хокею.

## Історія
Хокейний клуб «Еней» заснований у 2003 році в Дрогобичі.
Одна з перших команд, що в 2005 році заявилася на Регіональний чемпіонат Західної України з хокею. З того часу енейці не пропускали жодного розіграшу турніру аж до його ліквідації у 2013 році.
Після ліквідації ЗУАЛ, колектив на деякий час припинила виступи, поновивши їх у Відкритому чемпіонаті Львівщини сезону 2014-15, де і виступав імовірно до 2019 року.
«Еней» ніколи не був грантом навіть регіонального хокею, вічно розділяючи нижні сходинки таблиці. Проект, судячи зі слів головного тренера Юрія Кушлика, мав більше соціальну місію – повернути хокей до Дрогобича.

## Хокей у Дрогобичі
Перші документальні згадки про хокей у Дрогобичі датується 1920-ми роками. Так у січні 1929 року в Дрогобичі зафіксовано відкриття секції з хокею при гімнастичній філії товариства «Бетар». Імовірно заняття проходили в центральному ставі міста, що знаходяться у сучасному парку Культури і відпочинку.
Вже через рік відбувся перший задокументований хокейний матч у Дрогобичі, де зустрілися місцеві «Сокул» та «Бетар». Тоді поляки з «Сокула» легко перемогли єврейських гімназистів з «Бетара» – 4:0.
Так у 1930-х у Дрогобичі вже будуть існувати хокейні команди товариств «Бейтар», «Сокул», «Юнак», «Ватра», які регулярно гратимуть матчі в окружних турнірах.
Радянський період з 40-х по 60-ті стали доволі продуктивним для місцевих колективів. Так місцевий «Спартак» був регулярним учасником Чемпіонату УРСР з хокею, стававши двічі бронзовим призером.
Подальшому, втративши колектив місцевого «Спартака», хокей у Дрогобичі поступово почав стагнувати, відійшовши на задній план інших видів спорту.
За незалежності ситуація погіршилась – гостро стало питання фінансування хокейної інфраструктури.
За час незалежності в місті проведено три аматорських Чемпіонати Дрогобича з хокею.

## Статистика виступів
| Рік   | Ліга  | Місце |
| 2005  | ЗУАХЛ | ?     |
| 05-06 | ЗУАХЛ | ?     |
| 06-07 | ЗУАХЛ | 8     |
| 07-08 | ЗУАХЛ | 7     |
| 08-09 | ЗУАХЛ | 6     |
| 09-10 | ЗУАХЛ | 6     |
| 10-11 | ЗУАХЛ | 6     |
| 11-12 | ЗУАХЛ | 8     |
| 12-13 | ЗУАХЛ | 7     |
| 13-14 | ВЧЛХ  | 6     |
| 14-15 | ВЧЛХ  | ?     |
| 15-16 | ВЧЛХ  | ?     |
| 16-17 | ВЧЛХ  | ?     |
| 17-18 | ВЧЛХ  | ?     |
| 18-19 | ВЧЛХ  | ?     |

## Питання арени
Свого часу Дрогобич був регіональним хокейним центром: ще у польський період тут була велика хокейна інфраструктура, а за Союзу на дрогобицький «Синевира» приїздила тренуватися сама Збірна СРСР.
З часів закриття «Синевира», що пройшло під шумок реконструкції у 2008 році, на весь Дрогобич не лишилося жодної спеціалізованої площадки під гру в хокей, тож енейцям доводилося проводити тренування на замерзлому ставку Парку культури і відпочинку, а потім їхати в Новояворівськ на домашні матчі.
Питання будівництва арени давно підіймалося на рівні фанатів та міської ради. У 2017 році Дрогобицька міська рада навіть подала офіційне звернення до державних органів щодо будівництва у Дрогобичі льодової арени до 100-річчя українського хокею.